# 강이오 초상
강이오 초상(姜彛五 肖像)은 서울특별시 용산구 국립중앙박물관에 있는 조선시대의 초상화이다. 2006년 12월 29일 대한민국의 보물 제1485호로 지정되었다.

## 지정 사유
강이오(姜彛五 1788∼?)의 본관은 진주(晋州), 호는 약산(若山)으로 강세황(姜世晃)의 손자이다. <강이오 초상>은 오사모를 쓰고 분홍 시복을 입은 정면 반신상으로 배경은 없다. 화면 상단에는 “若山眞影 小塘寫”라고 예서로 쓰여 있고 그 우측에 세로쓰기로 “具足慧相現宰官身 是惟丹靑之咄咄逼眞 誰更知天地弧線 羅心胸隨遇而神 老髥題”라는 김정희의 찬문이 특유의 추사체 해서로 적혀있으며 주문방인 “髥”과 “秋史”가 찍혀있다. 따라서 화가는 초상화로 이름이 높았던 이재관(李在寬 1783-1838년경)이며 김정희가 이 초상을 보고 찬을 짓고 직접 적어 놓았음을 알 수 있다.
분홍색 시복은 비수(肥瘦)가 있는 필선으로 윤곽과 의습을 묘사하였는데 필치가 활달하며, 분홍색 농담을 달리하여 명암효과를 가미하였다. 푸른색 각대에는 가운데 금박 장식이 있는데 금박이 일부 탈락되었다. 얼굴, 수염, 복식 등으로 미루어 40대 정도의 중년기의 초상으로 추정된다. 족자 형태인 작품의 상태는 양호하며, 화면 전체에는 아교가 포수되어 반짝거린다.
서양화법을 일부 반영하면서도 이전의 전통을 비교적 충실히 따르고 있는 19세기 초상화의 수작이다.

## 같이 보기
- 강이오

## 참고 자료
- 강이오 초상 - 국가유산청 국가유산포털